# Lissy Lind
Pour les articles homonymes, voir Lind et Krüger.
Lissy Lind (née Lissy Krüger le 3 octobre 1892 à Dresde et morte en octobre 1938 à Berlin) fut une actrice allemande.

## Biographie
Lissy Krüger fait ses débuts au théâtre à Gera en 1908, avant d’arriver à Berlin en 1911 après être passée par Dresde, Stettin et Königsberg. Elle entame en 1912 une carrière au cinéma, pour laquelle elle prend le pseudonyme de Lissy Lind. Elle se marie le 23 juin 1914 avec l’acteur et metteur en scène Sigfried Philippi.
Lissy joue alors des rôles principaux dans des films muets, parfois avec son mari comme metteur en scène. À partir de 1921, elle décide toutefois de se consacrer principalement à sa carrière sur les planches. Après 1933, elle ne trouve plus de rôles, à cause de l’origine juive de son mari. La cause de son décès en 1938 n’est pas claire, mais il pourrait s’agir d’un suicide.

## Filmographie

### Cinéma
- 1912 : Die Hohe Schule
- 1912 : Der Schatten des Meeres
- 1913 : Statistinnen des Lebens
- 1913 : Der Theaterbrand
- 1913 : Narren der Liebe
- 1914 : Ein seltsames Gemälde
- 1916 : Der Schmuck der Herzogin
- 1917 : Das Abenteuer einer Sängerin
- 1919 : Zwischen Nacht und Morgen
- 1919 : Tänzer in den Tod
- 1920 : Das schleichende Gift
- 1920 : Die Frau in den Wolken
- 1920 : Im Banne der Suggestion
- 1920 : Mord... die Tragödie des Hauses Garrick
- 1920 : Sinnesrausch : Dina
- 1920 : Tänzerin Tod
- 1921 : Betrogene Betrüger
- 1921 : Die schwarze Spinne
- 1922 : Der Herr aus dem Zuchthaus
- 1922 : Aus dem Schwarzbuche eines Polizeikommissars III / Betrogene Betrüger
- 1923 : Esterella
- 1924 : Gobseck : Hermine
- 1926 : Die Mühle von Sanssouci : Wilhelmine von Bayreuth

### Courts-métrages
- 1913 : Zurückerobert : (en tant que Lissy Lind)